# 籃球少年王
《籃球少年王》是日向武史以高中籃球為題材的日本漫畫作品。2004年於《週刊少年Magazine》從第2、3合併號開始連載，台灣由東立出版社取得中文代理後、在《新少年快報》從2004年第44期至2016年35期連載（電子化停止連載）。截至2019年6月17日，單行本已經出版51冊。此外曾在2010年9月29日發行「週刊少年Magazine」慶祝連載達到300回。
本作品的舞台背景位於神奈川縣川崎市。

## 故事簡介
主角車谷空的體格矮小，在籃球方面絕對算不上有利。在中學時代因爲身高而沒被選上首發隊員的空，懷着對高中籃球部的期待，升入了通稱九頭高的九頭龍高中。但那裡的籃球部幾乎處於機能停止狀態。並不是能夠打籃球的環境。但空憑着對籃球的熱情與毅力，與九頭高籃球部成員們在相互衝突當中共同成長。在接連面臨的種種困難面前，九頭高籃球部的成員們將會如何面對…！

## 登場人物

### 九頭龍高中
九頭龍高級中學（九頭龍高校）是本作中虛構的一所位於日本神奈川縣川崎市的縣立高中，這所高中俗稱“人渣高中”，而車谷空則就讀於這所高中。由於九頭龍高中要求所有學生必須參加社團活動，因此校內社團也分為“認真社團”和“不認真社團”。而九頭龍高級中學男子籃球部在故事的開始時也是一個“不認真社團”，但是在車谷空加入之後，由於他的影響，先是隊長花園百春開始認真對待，緊接著其他社員也認真了起來。故事開始後一段時間，由於燃燒的香煙沒有處理好而導致籃球部的活動室被燒，進而導致學校取消了籃球部的資格。此後，籃球部不得不以同好會的形式活動了一段時間。目前，由於籃球部已經符合了學校提出的基本要求，因此它已經作為一個新的社團而被重新建立。

#### 男子籃球隊
車谷空
配音：梶裕貴、藤原夏海〈童年〉（日本）
身高：149.22CM→154CM，體重：41KG，位置：PG、SG，擅長：切入和三分投射。
擁有深度視力的射手必備條件，非常熱血，討厭輸掉比賽的感覺，雖然個子矮小，但堅信曾為国家隊出征奧運會的媽媽對他说的话，小個子球員只要擁有三分射籃的能力便可無視身高的差距得分,每天練習三分投籃1000球，堅持不懈的锻炼自身的能力。住在奶奶家中。在動畫中，曾多次在打架（被毆打）時耍帥，有一句名言「無論有多少人在我面前，我都不會退縮。」
與百春等人在第一次籃球對決中以一打五的自信展開，以過人的速度以及身材矮小的優點成功突破防守上籃但是被安原以不懂規則惡意犯規。之後燃起百春的鬥志自行改為10球決勝,於比賽中連續投進了九顆三分球。曾到新丸子高中試探對手實力時因不滿千葉真一的言論而在常盤面前使出拉桿上籃。
於19卷中跟小圓告白未果。
花園百春
配音：內田雄馬、藍原琴美〈童年〉（日本）；王辰驊（台灣）
身高：189CM，體重：77KG，位置：PF、C，擅長：搶籃板和灌籃。
九頭高隊長，體能勁爆，擁有過人的彈跳能力，不擅長進攻。千秋的雙胞胎弟弟。責任感很強，為了保全球隊不惜向顧問下跪，也因此被安原認為自以為大家都需要百春保護。國中時加入籃球隊因上籃得分也辦不到而被教練換下場，之後自暴自棄放棄籃球成為校園混混。
與阿空相遇時的比賽後看到阿空練習1000球投籃後想起以前的自己重新燃起對籃球的熱情決定重新開始打籃球。於預賽對丸高時成功以罰球獲得致勝的關鍵兩分帶領球隊勝利，與前期無法投進任何一球的狀況相比有十足的進步。
於19卷中對小圓抱有好感，偶然聽到小圓有男朋友便大受打擊亦不給對方澄清的機會。
花園千秋
配音：小西克幸、泊明日菜〈童年〉（日本）
身高：194CM，體重：94KG，位置：PG、SF、PF、C，擅長：傳球。
百春的雙胞胎哥哥。擁有超凡的眼力和瞬間記憶力，在場上可以瞬間記住雙方的走位並傳球至得分位置。國中時加入籃球隊第一場正式比賽遇到全縣第一被拉開五十分的分差且隊友自我放棄後逃離賽場，之後自暴自棄放棄籃球成為校園混混。與丸高練習賽中第一次出場，展現了手肘傳球等驚人的助攻技巧。
認為奈緒對自己有意思，初期以表現給奈緒看為目標而打球，被許多對手稱為天才。
夏目健二
配音：谷山紀章、飯田友子〈童年〉（日本）
身高：178CM，體重：61KG，位置：SG、SF，擅長：切入和投射也可以3分出手。
通稱阿鳶(父親為建築工人,日語為鳶職人)，因父親於工地發生意外死亡，為了紀念父親自稱為阿鳶。有一個同母異父的妹妹，與妹妹樹里（配音：田中真奈美（日本））約定會打進高中聯賽再回家探望。擁有驚人的爆發力與得分能力，但因個人能力突出導致責任感過重而不易與其他隊員配合。
初次登場時因安原意外用腳踢籃球而大打出手，被趕來的百春阻止。之後得知那顆球為阿鳶父親送的最後一個禮物因此阿鳶格外珍惜。在體育館隨意打籃球意外撞傷女子排球部一年級的吉野而被停學，爾後又在在體育館中打架而被退學處分，在公園中與阿空進行抄球對決，因一時大意球被搶走而答應加入籃球社。
在百春與千秋的談話中透露自身對籃球的喜愛，隨後對校長說要帶領球隊進入高中聯賽而免除了退學處分，爾後為了兌現承諾，被三年級圍毆完全不還手。個性上很為隊友著想並講話直接，與千秋同樣喜歡少女偶像而稱千秋為大哥，長相與球風都很帥氣，隊上最受女孩子歡迎，女朋友是排球部一年級的吉野，據兩人所稱，是夏目為了撞傷事件而道歉的時候，兩人看對眼就在一起，讓千秋嫉妒不已。地區預賽後酒卷希望能轉學橫濱大榮，被其拒絕表示會與隊友們爬到高中聯賽的頂點。
茂吉要
配音：宮野真守（日本）
身高：198CM，體重：71KG，位置：C，擅長：鉤射。
父親開設建設公司，在家中擁有球場，經常貧血昏倒，以籃下鉤射技巧為主，曾放棄籃球而導致體力不足無法完成整場比賽。原本為西條高中籃球隊,曾喜歡籃球隊的學姊，比賽中體力不支導致球隊輸球遭隊員數落，厭惡因為身高兩米就被期待打籃球要表現優秀而轉學。因沒有籃球隊而轉學九頭高加入化學社，並以醫生告知身體不適合打籃球的理由拒絕加入籃球社，被阿空真誠的邀請及想戰勝過去的遺憾而加入。之後為了斷遺憾明知學姊有交往對象而向學姊告白失敗。
安原真一
配音：八代拓（日本）
身高：181CM，體重：65KG，位置：SF，擅長：切入、空手道二段。
因本人不願說明原因而被法庭判以保護管束，保護管束結束後觀察員的報告只寫著"讓他打籃球吧"的內容。與阿空相遇時完全不懂籃球規則並在第一次的比賽中以空手道側踢阻止阿空上籃。因要求阿空穿著內褲在球場練習就加入籃球隊為條件，事後成為球隊最佳第六人(新人未加入前)對練習的要求為三人中最高，曾被大榮總教練評價為加以訓練會是一個人才。
鍋島龍平
配音：堀井茶渡（日本）
身高：173CM，體重：64KG，位置：SG，擅長：三分。
因要求阿空穿著內褲在球場練習就加入籃球隊為條件,事後成為球隊成員之一。千秋從小學開始已經認識的好朋友。
茶木正廣
配音：KENN（日本）
身高：171CM，體重：60KG，位置：PG，擅長：防守。
因要求阿空穿著內褲在球場練習就加入籃球隊為條件,事後成為球隊成員之一。於九頭高與明院的練習賽中擔任先發控球後衛，因自身能力尚有不足導致輸球後向教練提出下一場比賽即使自身能力不足也要擔任先發而被禁止出賽事後逃避練習，於關東大賽未出場。
七尾奈緒
配音：谷口夢奈（日本）
身高：144CM，體重：36KG。
九頭高男子籃球隊經理兼任教練，因身高及天分不足轉而學習各種戰術及觀看各種籃球比賽，對於選手狀況看過一次便可以判斷其優缺點，家中經營運動用品店,與阿空身高相近對其抱有好感，第一次與阿空相遇時阿空不願意換下媽媽的球鞋便提議修鞋的期間把自己的球鞋借給阿空，個性迷糊經常不經意說錯話以及跌倒。被隊員們稱雖然可愛但是個魔鬼。
五月正義
配音：竹本英史（日本）
九頭高男子籃球隊顧問，暱稱。籃球經驗為零，當初空等人請求校長找他擔任顧問時，本來覺得籃球隊經常闖禍應該立即解散，但是看到空、健二、百春等人對籃球的熱情，作為一名生活指導老師開始學習籃球的知識。經常被藍球隊員牽著鼻子走要他買帳。
五十嵐行太
身高：162CM: 身高：55KG。九頭高一年級新隊員，國中時期實力全縣排名前3，登場於Monster Bash 中與高橋、兒島、千葉等人組隊名Gorilass參加(當時為國中三年級)，第二場比賽對上九頭高以兩分落敗，因高橋曾建言要當矮個子的第一名，因此將阿空視為對手，國中畢業後原打算加入新城東和籃球隊，因懷著想超越阿空的心意而轉學至九頭高，關東大賽預賽中替換阿空上場個人表現突出但不幸落敗。只要在會場中見到新城的選手就會因內心的愧疚而無法行動。
紺野道郎
身高：181CM: 身高：71KG。九頭高一年級新隊員，國中時跟小圓、奈緒同校，因九頭高球隊人少先發機會高而加入球隊，唯一撐過第一天球隊訓練的新生。性格喜好吹牛、在女生面前耍帥，看到女生便會立刻前去搭話,對認識的女生常做出過於親暱的動作而令女生頭痛不已。關東大賽預賽中第一次出場便因極度緊張而全身僵硬造成違例失去球權,在毫無表現下不幸落敗。
田中義男
身高：150CM。九頭高一年級新隊員，國中時期與阿空相仿想加入球隊不被籃球隊教練所青睞，籃球經驗為零，目前主要工作為基礎練習與打雜。

#### 女子籃球隊
藪內圓
配音：千本木彩花（日本）
身高：164CM。
九頭高女子籃球隊主將，料理毫無天分。第一次集訓中負責晚餐料理把唯一敢吃的百春送進醫院三天，因背阿空回家碰巧得知阿空積極打籃球的原因。於第8卷中告知追求者有喜歡的人，擔心阿空對自己的感覺而沒有把車谷由夏的護身符交給阿空轉而把自己的腕帶送給阿空。對百春抱有好感，在河邊向百春提出約會邀請被百春無情地拒絕，被同學騙去聯誼時被別校男生猛烈追求，抱持療傷的心態答應約會。在保健室中被百春誤以為有男友，想說明再次被百春拒絕，之後兩人關係隨著球隊實力提升逐漸修復。
國分洋子
配音：石上靜香（日本）
學姐畢業後接任九頭高女子籃球隊長，為了擺脫萬年第一戰必敗的名號積極訓練後輩們引起其他隊員們的不滿。
富永春美
配音：岡咲美保（日本）
新見玲
身高：153CM。阿空的同班同學，為了成為正式球員請求阿空教導射籃技巧，努力型的球員，第一次男女合宿集訓時發高燒返家休養，痊癒後加入後半集訓課程，帶了許多慰問餅乾給男子籃球隊，但全部進了千秋的肚子裡，二年級時高中聯賽預賽前被選為正式球員，與阿空分班後感覺到有些寂寞。升上三年級時被選為隊長候補。
車谷智久
配音：子安武人（日本）
車谷空的父親。本來已辭去教師的工作在長野的農家學習，但是在老朋友坂卷（現任橫濱大榮高中籃球隊教練）的建言之下就任九頭龍高中女子籃球隊教練（不過並沒有讓空知道此事）。之後九頭龍男子籃球隊出征縣內大賽時，也兼任男子籃球隊的教練。

### 川崎市立新丸子高中
千葉真一
配音：中井和哉（日本）
200cm。新丸子高主將。中鋒。
常盤時貴
配音：齊藤壯馬（日本）
180cm。控球後衛。
朽木廣治
配音：笠間淳（日本）
小前鋒。
澤賢人
配音：榎木淳弥（日本）
180cm。得分後衛。
長治正治
配音：竹田海渡（日本）
195cm。大前鋒。

### 北住吉高中
蒲地太郎
配音：福山潤（日本）
174cm，二年級，主打小前鋒。北住高主將，相貌平平。身材不突出，卻有著扎實的基本動作及得分爆發力。身為奈緒的表哥，卻單戀著奈緒。
香取真吾
配音：古川慎（日本）
176cm，北住高主將，主打控球後衛。北住進攻發起點。
小西
配音：興津和幸（日本）
196cm，二年級，主打中鋒。國中時曾為和花園兄弟同隊的學弟。
橘
配音：石谷春貴（日本）
背號6號，三年級，主打得分後衛。
長谷部
配音：河西健吾（日本）
背號10→8號，三年級，主打大前鋒。
古賀
配音：青山穰（日本）
北住吉高中前教練。擅長與事實和預料相反的戰術。

### 新城東和學園
高橋克己
配音：浪川大輔（日本）
191CM/82KG，位置:PG,SG  擅長切入，入學時與兒島創立新城東和籃球隊，培養學弟的能力於升上三年級時成功打造出有實力的一支球隊。高中三年皆擔任隊長，全能型選手，比賽中可以冷靜分析場上情勢並調度隊友。
兒島幸成
配音：吉野裕行（日本）
193CM/90KG，位置:PF 擅長切入，初登場時因膝蓋韌帶受傷無法練習,在與九頭高比賽中第三節帶傷上場，與百春籃下碰撞時不小心失禁。
田茂友紀男
配音：坂泰斗（日本）
196CM/98KG，位置:C，新城東和籃球隊二年級，個性溫和，在比賽中用臉阻擋百春的長傳。
平井六郎
配音：山下誠一郎（日本）
174CM/68KG，位置:PG，擅長防守，新城東和籃球隊二年級，第一次對上夏目時展現強力的防守壓制九頭高的進攻。
柏木一至
配音：小林親弘（日本）
178CM/72KG，位置:SF，新城東和籃球隊二年級，面惡心善，因喜愛灌籃高手的漫畫經常去體育館看球被高橋撞見加入球隊。 本人很感激高橋給予的機會，高橋畢業後接任籃球隊長，無法原諒擅自離開新城的行太。
柳原
配音：野上翔（日本）

### 西條高中
藤田
配音：手塚弘道（日本）
白石靜
配音：壽美菜子（日本）

### 橫濱大榮高中
白石靜
配音：櫻井孝宏（日本）
183CM/71KG，位置:SF。
橫濱大榮的主將，全能球員，除組織得分也很擅長，比賽時穿And1太極。小時候對酒卷說想成為NBA球員，實際上也是非常嚴苛的在訓練，酒卷對其的評價為清心寡慾。
不破豹
配音：松岡禎丞（日本）
178CM/65KG，位置:SG、SF。
橘色頭髮，穿著Nike Air Bakin，外表特立獨行。小時候在美國長大，天才得分手。但是其個性屬於人來瘋的類型，若是認為比賽或是對手很無聊反而無法發揮實力。
上木鷹山
配音：上村祐翔（日本）
158cm/45kg，位置:PG。矮個子球員。
八熊重信
配音：梅原裕一郎（日本）
190cm/80kg，位置:C。
横山篤士
配音：沖野晃司（日本）
174cm/65kg，位置:SG。
玉山鐵男
配音：岡本信彦（日本）
PG。
宇佐美廣志
配音：水中雅章（日本）
PG。
糸賀正臣
配音：岩澤俊樹（日本）
PF。
柴崎哲也
配音：植木慎英（日本）
PF。
峯田圭介
配音：小林裕介（日本）
C。
酒卷呼人
配音：乃村健次（日本）
橫濱大榮的教練，認識車谷由夏。
岡野
配音：前田弘喜（日本）
橫濱大榮的教練助理。

### 其他人物
車谷由夏
配音：遠藤綾（日本）
車谷空的母親。本名堀江由夏，前國家代表隊選手，因病無法繼續打籃球且長期住院治療，為了不讓阿空放棄熱愛的籃球而與其約定奪得高中聯賽冠軍才可來探病。在地區預賽中九頭高與新城東和的比賽中第一次到場觀看阿空的正式比賽，中途身體不適回到醫院緊急治療後與阿空見面訴說自己的對阿空的不捨與遺憾後不幸病逝。
堀江米
配音：片貝薫（日本）
由夏的母親、阿空的外婆。
夏目樹里
配音：田中真奈美（日本）
健二的妹妹。
藪内角
配音：藤井幸代（日本）
小圓的姊姊，也是負責照顧車谷由夏的護士。
唐澤
配音：内匠靖明（日本）
城南大學籃球社主將。

## 出版書籍

### 單行本
| 冊數 | 講談社         | 講談社                 | 東立出版社     | 東立出版社             |
| 冊數 | 發售日期       | ISBN                   | 發售日期       | ISBN                   |
| ---- | -------------- | ---------------------- | -------------- | ---------------------- |
| 1    | 2004年5月17日  | ISBN 978-4-06-363374-0 | 2005年1月5日   | ISBN 986-11-5862-6     |
| 2    | 2004年6月17日  | ISBN 978-4-06-363383-2 | 2005年2月23日  | ISBN 986-11-5863-4     |
| 3    | 2004年8月17日  | ISBN 978-4-06-363421-1 | 2005年3月4日   | ISBN 986-11-5864-2     |
| 4    | 2004年11月17日 | ISBN 978-4-06-363455-6 | 2005年4月26日  | ISBN 986-11-6379-4     |
| 5    | 2005年1月17日  | ISBN 978-4-06-363475-4 | 2005年5月19日  | ISBN 986-11-6380-8     |
| 6    | 2005年3月17日  | ISBN 978-4-06-363506-5 | 2005年6月27日  | ISBN 986-11-6852-4     |
| 7    | 2005年5月17日  | ISBN 978-4-06-363531-7 | 2005年7月28日  | ISBN 986-11-7261-0     |
| 8    | 2005年8月17日  | ISBN 978-4-06-363567-6 | 2005年10月14日 | ISBN 986-11-7262-9     |
| 9    | 2005年10月17日 | ISBN 978-4-06-363588-1 | 2005年11月21日 | ISBN 986-11-7527-X     |
| 10   | 2006年1月17日  | ISBN 978-4-06-363615-4 | 2006年2月1日   | ISBN 986-11-7765-5     |
| 11   | 2006年4月17日  | ISBN 978-4-06-363642-0 | 2006年5月25日  | ISBN 986-11-7766-3     |
| 12   | 2006年6月16日  | ISBN 978-4-06-363680-2 | 2006年8月9日   | ISBN 986-11-8755-3     |
| 13   | 2006年9月15日  | ISBN 978-4-06-363720-5 | 2006年11月21日 | ISBN 986-11-8756-1     |
| 14   | 2005年12月15日 | ISBN 978-4-06-363746-5 | 2007年2月26日  | ISBN 978-986-11-9292-5 |
| 15   | 2007年3月16日  | ISBN 978-4-06-363804-2 | 2007年6月12日  | ISBN 978-986-11-9293-2 |
| 16   | 2007年6月15日  | ISBN 978-4-06-363839-4 | 2007年8月29日  | ISBN 978-986-10-0262-0 |
| 17   | 2007年9月14日  | ISBN 978-4-06-363884-4 | 2007年12月14日 | ISBN 978-986-10-0680-2 |
| 18   | 2007年12月17日 | ISBN 978-4-06-363925-4 | 2008年2月25日  | ISBN 978-986-10-1184-4 |
| 19   | 2008年3月17日  | ISBN 978-4-06-363961-2 | 2008年6月4日   | ISBN 978-986-10-1606-1 |
| 20   | 2008年6月17日  | ISBN 978-4-06-363997-1 | 2008年9月3日   | ISBN 978-986-10-2077-8 |
| 21   | 2008年9月17日  | ISBN 978-4-06-384037-7 | 2008年11月26日 | ISBN 978-986-10-2577-3 |
| 22   | 2008年12月17日 | ISBN 978-4-06-384037-7 | 2009年3月2日   | ISBN 978-986-10-3002-9 |
| 23   | 2009年3月17日  | ISBN 978-4-06-384110-7 | 2009年6月15日  | ISBN 978-986-10-3002-9 |
| 24   | 2009年6月17日  | ISBN 978-4-06-384145-9 | 2009年8月31日  | ISBN 978-986-10-3964-0 |
| 25   | 2009年9月17日  | ISBN 978-4-06-384184-8 | 2009年12月11日 | ISBN 978-986-10-4471-2 |
| 26   | 2010年2月17日  | ISBN 978-4-06-384221-0 | 2010年7月27日  | ISBN 978-986-10-5347-9 |
| 27   | 2010年4月16日  | ISBN 978-4-06-384294-4 | 2010年9月1日   | ISBN 978-986-10-5671-5 |
| 28   | 2010年7月16日  | ISBN 978-4-06-384326-2 | 2011年1月10日  | ISBN 978-986-10-6139-9 |
| 29   | 2010年10月15日 | ISBN 978-4-06-384377-4 | 2011年1月31日  | ISBN 978-986-10-6628-8 |
| 30   | 2011年2月17日  | ISBN 978-4-06-384440-5 | 2011年5月9日   | ISBN 978-986-10-7448-1 |
| 31   | 2011年4月15日  | ISBN 978-4-06-384482-5 | 2011年9月23日  | ISBN 978-986-10-7770-3 |
| 32   | 2011年7月15日  | ISBN 978-4-06-384517-4 | 2011年11月11日 | ISBN 978-986-10-8155-7 |
| 33   | 2011年10月17日 | ISBN 978-4-06-384562-4 | 2012年1月31日  | ISBN 978-986-10-8897-6 |
| 34   | 2012年2月17日  | ISBN 978-4-06-384627-0 | 2012年5月28日  | ISBN 978-986-10-9587-5 |

從第35冊開始單行本封面追加副標題。
| 冊數 | 日文副標題                           | 中文副標題                           | 講談社         | 講談社                 | 東立出版社     | 東立出版社             |
| 冊數 | 日文副標題                           | 中文副標題                           | 發售日期       | ISBN                   | 發售日期       | ISBN                   |
| ---- | ------------------------------------ | ------------------------------------ | -------------- | ---------------------- | -------------- | ---------------------- |
| 35   | GO                                   | GO                                   | 2012年9月14日  | ISBN 978-4-06-384671-3 | 2012年12月10日 | ISBN 978-986-317-064-8 |
| 36   | GO&INTERMISION（GO BACK MY PAGE）    | GO&INTERMISION（GO BACK MY PAGE）    | 2012年10月17日 | ISBN 978-4-06-384718-5 | 2013年1月14日  | ISBN 978-986-317-362-5 |
| 37   | GO&INTERMISION（CRYING MONSTER）     | GO&INTERMISION（CRYING MONSTER）     | 2013年3月15日  | ISBN 978-4-06-384809-0 | 2013年5月24日  | ISBN 978-986-332-064-7 |
| 38   | GO（FINAL）                          | GO（FINAL）                          | 2013年7月17日  | ISBN 978-4-06-384844-1 | 2013年10月1日  | ISBN 978-986-337-045-1 |
| 39   | EARLY LAST DAYS                      | EARLY LAST DAYS                      | 2014年12月17日 | ISBN 978-4-06-394962-9 | 2015年3月5日   | ISBN 978-986-365-225-0 |
| 40   | LOST AND FOUND                       | LOST AND FOUND                       | 2015年3月17日  | ISBN 978-4-06-395380-0 | 2015年6月8日   | ISBN 978-986-431-418-8 |
| 41   | AROUND THE ROUND（REFINE）           | AROUND THE ROUND（REFINE）           | 2015年9月17日  | ISBN 978-4-06395499-9  | 2015年11月23日 | ISBN 978-986-462-209-2 |
| 42   | RAINDROP NARROW DOWN（the first）    | RAINDROP NARROW DOWN（the first）    | 2015年11月17日 | ISBN 978-4-06-395571-2 | 2016年1月13日  | ISBN 978-986-462-518-5 |
| 43   | RAINDROP NARROW DOWN（the second）   | RAINDROP NARROW DOWN（the second）   | 2016年2月17日  | ISBN 978-4-06-395633-7 | 2016年4月8日   | ISBN 978-986-106-848-0 |
| 44   | STOMPIMG BIRDS HIGHFLY               | STOMPIMG BIRDS HIGHFLY               | 2016年6月17日  | ISBN 978-4-06-395695-5 | 2016年8月25日  | ISBN 978-986-470-557-3 |
| 45   | BIGTIME CHANGES（THE GREEN）         | BIGTIME CHANGES（THE GREEN）         | 2016年8月17日  | ISBN 978-4-06-395771-6 | 2016年11月3日  | ISBN 978-986-470-831-4 |
| 46   | PAST AND TOMORROW                    | PAST AND TOMORROW                    | 2016年12月16日 | ISBN 978-4-06-395813-3 | 2017年3月3日   | ISBN 978-986-482-353-6 |
| 47   |                                      | 頭也不回的你跟，追逐太陽的矛盾       | 2017年3月17日  | ISBN 978-4-06-395926-0 | 2017年6月21日  | ISBN 978-986-486-046-3 |
| 48   | BURNOUT DUPLICATE（BIGTIME CHANGES） | BURNOUT DUPLICATE（BIGTIME CHANGES） | 2017年8月17日  | ISBN 978-4-06-510000-4 | 2018年1月4日   | ISBN 978-986-486-515-4 |
| 49   | SPLIT THE DIRECTION                  | SPLIT THE DIRECTION                  | 2018年3月16日  | ISBN 978-4-06-511333-2 | 2018年5月11日  | ISBN 978-957-26-0987-3 |
| 50   | FUTURE IS NOW                        | FUTURE IS NOW                        | 2018年11月16日 | ISBN 978-4-06-512838-1 | 2019年10月14日 | ISBN 978-957-26-2006-9 |

從第51冊開始單行本以《籃球少年王 THE DAY》（あひるの空 THE DAY）為名由第1冊起出版。
| 冊數 | 講談社        | 講談社                 | 東立出版社    | 東立出版社             |
| 冊數 | 發售日期      | ISBN                   | 發售日期      | ISBN                   |
| ---- | ------------- | ---------------------- | ------------- | ---------------------- |
| 1    | 2019年6月17日 | ISBN 978-4-06-516068-8 | 2021年5月24日 | ISBN 978-957-26-4599-4 |

### 相關書籍
- 《籃球少年王 BEST SELECTION+》

2012年3月16日發售 ISBN 978-4-06-384651-5

## 電視動畫
2018年2月28日發布決定製作電視動畫的消息。2019年10月2日至2020年9月30日在東京電視網播放，全50話。並於動畫本篇每次放送終了之後，會有B聯賽的球隊川崎雷霆勇者的所屬選手進行「籃球講座」短片教學的單元。而且在動畫官方Twitter上架加長版包含未公開的內容。
此外在決定製作動畫之前，動畫團隊有先和作者討論動畫化後內容要如何表現，他說決定劇本內容是以「車谷空前往NBA的舞台」為主題，但由於無法理解作者想傳達的真正目的為何而2度斷念。而動畫版的內容幾乎跟原作的內容相同，由於該動畫是在黃金時段放送，因此劇中黃色幽默的內容及會對觀眾做負面教育的行為都已經刪除。

### 製作人員
- 原作：日向武史
- 總導演：草川啓造
- 導演：玉木慎吾
- 劇本統籌：雜破業
- 人物設定：本多美乃
- 道具設定：福島秀機、槙田路子
- 美術監督：高橋真穗
- 色彩設計：砂子美幸
- 攝影監督：大竹洋子
- 剪輯：小島俊彥
- 音響效果：小山恭正（日语：小山恭正）
- 音響監督：明田川仁
- 音樂：堤博明（日语：堤博明）
- 音樂製作：King Records
- 總製作人：鈴木廉太、古川慎、篠田里奈
- 製作人：梅津智史（日语：梅津智史）
- 動畫製作人：川人憲次郎（日语：川人憲治郎）
- 動畫製作：diomedéa
- 製作：「籃球少年王」製作委員會

### 主題歌
片頭曲
「Happy Go Ducky！」（第1話－第13話）
主唱、編曲：the pillows，作詞、作曲：山中澤男
第50話作為片尾曲使用。
（第14話－第24話）
主唱：flumpool，作詞：山村隆太，作曲：阪井一生，編曲：百田留衣
（第25話－第33話、第35話－第36話）
主唱、編曲：BLUE ENCOUNT，作詞、作曲：田邊駿一
「Rebirth」（第37話－第39話、第41話－第49話）
主唱：ACIDMAN、作詞、作曲：大木伸夫
第40話未使用。
片尾曲
（第1話－第13話）
作詞、作曲：吉田拓，編曲：青山郁美，主唱：saji
「Over」（第14話－第24話）
主唱：內田雄馬，作詞：SHOW，作曲：SHOW、Mitsu.J，編曲：Mitsu.J
（第25話－第36話）
主唱、作詞：宮野真守，作曲、編曲：Jin Nakamura
第50話也作為插入歌使用。
（第37－38話、第40話－第49話）
主唱、作詞、編曲：阪本獎悟，編曲：奈良悠樹
第39話未使用。
插入歌
（第33話）
主唱：saji，作詞、作曲：吉田拓，編曲：saji、菊谷知樹
「TRIP DANCER」（第33話）
主唱：the pillows，作詞、作曲：山中澤男

### 各話列表
| 話數 | 日文標題 | 中文標題                | 劇本     | 分鏡              | 演出            | 作畫監督                                                                                                 | 總作畫監督                            | 首播日期       |
| ---- | -------- | ----------------------- | -------- | ----------------- | --------------- | --- | ------------------------------------- | -------------- |
| 1    |          | 很難看見的小鴨          | 雜破業   | 玉木慎吾          | 玉木慎吾        | 本多美乃 松本麻友子                                                                                      | 本多美乃                              | 2019年 10月2日 |
| 2    |          | 缺乏才能的少年們        | 雜破業   | 玉木慎吾          | 布施康之        | Kim Bongdeok Park Changhwan Cho Yongju                                                                   | 本多美乃                              | 10月9日        |
| 3    |          | 百春的翅膀              | 雜破業   | 草川啓造          | 草川啓造        | 松本麻友子 井出直美 石川雅一 小野弘美 小澤圓 Synod                                                       | 本多美乃                              | 10月16日       |
| 4    |          | 第一次的飛翔            | 雜破業   | 玉木慎吾          | 寒竹清隆        | Zang youshick                                                                                            | 本多美乃 松本麻友子 井出直美 石川雅一 | 10月23日       |
| 5    |          | 折斷的翅膀              | 雜破業   | 玉木慎吾          | 布施康之        | Park Changhwan Hong Yumi Lee Jiwon                                                                       | 本多美乃 松本麻友子 井出直美 石川雅一 | 10月30日       |
| 6    |          | 只有現在                | 雜破業   | 草川啓造          | 加藤大志        | 小澤圓 石橋友紀惠 細田沙織 寒川步 陣內美帆 西川真人 石川雅一                                             | 本多美乃 松本麻友子 井出直美          | 11月6日        |
| 7    |          | 難搞的一年級            | 雜破業   | 佐佐木浩二        | Han Younghoon   | 松本麻友子 井出直美 石川雅一 Kim Myoungsim Park Changhwan                                                | 本多美乃                              | 11月13日       |
| 8    |          | 小鴨與鳶                | 山下憲一 | 中原禮            | 小春女          | 本田辰雄 Synod                                                                                           | 本多美乃 松本麻友子 井出直美 石川雅一 | 11月20日       |
| 9    |          | 阿鳶與籃球與夥伴的痛    | 久尾步   | 本宮茂            | 布施康之        | 槙田路子 Park Changhwan Hong Yumi Ahn Seok                                                               | 本多美乃 松本麻友子 井出直美 石川雅一 | 11月27日       |
| 10   |          | 經理                    | 山下憲一 | 板村智幸          | 小森優          | Synod | 本多美乃 松本麻友子 井出直美 石川雅一 | 12月4日        |
| 11   |          | 男人的氣魄與女人的尊嚴  | 山下憲一 |                   | 徐惠真          | 本田辰雄 Synod                                                                                           | 本多美乃 松本麻友子 井出直美 石川雅一 | 12月11日       |
| 12   |          | TEAM                    | 久尾步   | 中原禮            | 木暮理          | Kim Myoungsim Park Changhwan                                                                             | 松本麻友子 井出直美 石川雅一          | 12月18日       |
| 13   |          | 溫度的差異              | 雜破業   | 板村智幸          | 加門亮          | 本田辰雄 Synod                                                                                           | 本多美乃 松本麻友子 井出直美 石川雅一 | 12月25日       |
| 14   |          | 邁向勝利                | 山下憲一 | 森健              | 布施康之        | Park Changhwan Kim Jinyeong                                                                              | 本多美乃 松本麻友子 井出直美 石川雅一 | 2020年 1月8日  |
| 15   |          | 男人的氣魄              | 久尾步   | 所俊克            | 山本陽介        | 本田辰雄 槙田路子 大村將司 Mubon Hyeong Jun Jeon Hyun Jun Kim Ji Eun                                     | 本多美乃 松本麻友子 井出直美 石川雅一 | 1月15日        |
| 16   |          | 最棒的開始與最糟的開始  | 雜破業   | 本宮茂            | 韓永勳          | Song Jinyoung Kim Giyeop Park Changhwan                                                                  | 本多美乃 松本麻友子 井出直美 石川雅一 | 1月22日        |
| 17   |          | VS                      | 山下憲一 | 大關雅幸          | 木暮理          | 本田辰雄 大村將司 Mubon Hyeong Jun Jeon Hyun Jin Kim Ji Eun Song hyeon joo                               | 本多美乃 松本麻友子 井出直美 石川雅一 | 1月29日        |
| 18   |          | 現在…                   | 久尾步   | 板村智幸          | 加門亮          | Song hyeon joo Jeon du hwan kim gwan sik Knag dae ryong                                                  | 本多美乃 松本麻友子 井出直美 石川雅一 | 2月5日         |
| 19   |          | 跳得比誰都高            | 雜破業   | 森健              | 江藤健一        | 本田辰雄 槙田路子 大村將司 Synod                                                                         | 本多美乃 松本麻友子 井出直美 石川雅一 | 2月12日        |
| 20   |          | 最後的表現              | 山下憲一 | 吉田泰三          | 布施康之 韓永勳 | Park Changhwan Song Jinyoung Park Sangwon Park Jaeuk                                                     | 本多美乃 松本麻友子 井出直美 石川雅一 | 2月19日        |
| 21   |          | 眼淚                    | 久尾步   | 井翔太            | 小森悠          | Mubon Hyeong Jun Jeon Hyun Jin Kim Hi Eun Kim gwan sik Song hyeon joo                                    | 本多美乃 松本麻友子 井出直美 石川雅一 | 2月26日        |
| 22   |          | 最後一個空缺            | 久尾步   | 青山弘            | 木暮理          | 槙田路子 本田辰雄 大村將司 Mubon Hyeong Jun Jeon Hyun Jin Kim Ji Eun Synod MICO                          | 本多美乃 松本麻友子 井出直美 石川雅一 | 3月4日         |
| 23   |          | 月亮與籃框              | 山下憲一 | 大村將司          | 布施康之 韓永勳 | 槙田路子 Kim Bongdeok Park Changhwan Cho Yongju                                                          | 本多美乃 松本麻友子 井出直美 石川雅一 | 3月11日        |
| 24   |          | 光                      | 久尾步   | 板村智幸          | 加門亮          | Mubon Hyeong Jun Jeon Hyun Jin Kim Ji Eun Kim gwan sik Lim soo gyeong                                    | 本多美乃 松本麻友子 井出直美 石川雅一 | 3月18日        |
| 25   |          | 被埋沒的才能            | 久尾步   | 森健              | 小森悠          | 槙田路子 本田辰雄 大村將司 Mubon Hyeong Jun Jeon Hyun Jin Kim Ji Eun Jang Min Ho                         | 本多美乃 松本麻友子 井出直美 石川雅一 | 4月1日         |
| 26   |          | RUSH AND RUSH           | 山下憲一 | 石山貴明          | 布施康之 韓永勳 | Hwang Yeongsik Park Changhwan                                                                            | 本多美乃 松本麻友子 井出直美 石川雅一 | 4月8日         |
| 27   |          | THE HARD PLAY           | 雜破業   | 竹內光子 吉川浩司 | 木暮理          | 槙田路子 Mubon Hyeong Jun Jeon Hyun Jin Kim Ji Eun Lim soo gyeong                                        | 本多美乃 松本麻友子 井出直美 石川雅一 | 4月15日        |
| 28   |          | 誓言                    | 小山真   | 森健              | 江藤健一        | Mubon Hyeong Jun Jeon Hyun Jin Kim Ji Eun Jang Min Ho 壽門堂 大村將司                                    | 本多美乃 松本麻友子 井出直美 石川雅一 | 4月22日        |
| 29   |          | 羈絆                    | 德永卓司 | 松井仁之          | 布施康之 韓永勳 | 槙田路子 Park Changhwan Song Jinyoung Kim Giyeop                                                         | 本多美乃 松本麻友子 井出直美 石川雅一 | 4月29日        |
| 30   |          | 存在意義                | 久尾步   | 石山貴明          | 加門亮          | 槙田路子 本田辰雄 大村將司 Mubon Hyeong Jun Jeon Hyun Jin Kim Ji Eun Lim soo gyeong                      | 本多美乃 松本麻友子 井出直美 石川雅一 | 5月6日         |
| 31   |          | 要保護的東西            | 山下憲一 | 石平信司          | 小森悠          | Mubon Hyeong Jun Jeon Hyun Jin Kim Ji Eun Jang Min Ho                                                    | 本多美乃 松本麻友子 井出直美 石川雅一 | 5月13日        |
| 32   |          | TIME LIMIT              | 雜破業   | 森健              | 布施康之 韓永勳 | Park Changhwan Song Jinyoung Kim Jongbeom Kim Giyeop                                                     | 本多美乃 松本麻友子 井出直美 石川雅一 | 5月20日        |
| 33   |          | LIFE                    | 雜破業   | 青山弘            | 木暮理          | 槙田路子 Mubon Hyeong Jun Jeon Hyun Jin Kim Ji Eun Lim soo gyeong Kim Kwan sik                           | 本多美乃 松本麻友子 井出直美 石川雅一 | 5月27日        |
| 34   |          | 光的軌跡                | 山下憲一 | 神谷望夢          | 江藤健一        | 本田辰雄 大村將司 Mubon Hyeong Jun Jeon Hyun Jin Kim Ji Eun Jang Min Ho 壽門堂                           | 本多美乃 松本麻友子 井出直美 石川雅一 | 6月3日         |
| 35   |          | STAND                   | 小山真   | 中原禮            | 韓永勳 城戶誠   | Park Changhwan Kim Jongbum Kim Giyeop Song Jinyoung Ahn Seok                                             | 本多美乃 松本麻友子 井出直美 石川雅一 | 6月10日        |
| 36   |          | KIDS ARE ALLRIGHT       | 德永卓司 | 玉川真人          | 加門亮          | Mubon Hyeong Jun Jeon Hyun Jin Kim Ji Eun Lim soo gyeong mico 槙田路子 大村將司                          | 本多美乃 松本麻友子 井出直美 石川雅一 | 6月17日        |
| 37   |          | TENDER                  | 久尾步   | 飯田崇            | 小森悠          | 槙田路子 大村將司 本田辰雄 Mubon Hyeong Jun Jeon Hyun Jin 壽門堂                                         | 本多美乃 松本麻友子 井出直美 石川雅一 | 7月1日         |
| 38   |          | 耳環                    | 山下憲一 | 森健              | 韓永勳 城戶誠   | Park Changhwan Song Jinyoung Kim Jongbeom Kim Giyeop                                                     | 本多美乃 松本麻友子 井出直美 石川雅一 | 7月8日         |
| 39   |          | FIGHT FOR ROCK FOR LIFE | 小山真   | 竹內光            | 木暮理          | Mubon Hyeong Jun Jeon Hyun Jin Lim soo gyeong Kim gwan sik Bak yeon ju                                   | 本多美乃 松本麻友子 井出直美 石川雅一 | 7月15日        |
| 40   |          | STOP & GO               | 德永卓司 | 松井仁之          | 江藤健一        | 槙田路子 Mubon Hyeong Jun Jeon Hyun Jin 壽門堂                                                           | 本多美乃 松本麻友子 井出直美 石川雅一 | 7月22日        |
| 41   |          | 挑戰者                  | 山下憲一 | 玉川真人          | 韓永勳 城戶誠   | Park Changhwan Song Jinyoung Kim Jongbeom Kim Myeongsim Kim Giyeop                                       | 本多美乃 松本麻友子 井出直美 石川雅一 | 7月29日        |
| 42   |          | 宣戰布告                | 久尾步   | 森健              | 加門亮          | 槙田路子 本田辰雄 Mubon Hyeong Jun Jeon Hyun Jin Lim soo gyeong Kim gwan sik Lee yeong mi MICO Animation | 本多美乃 松本麻友子 井出直美 石川雅一 | 8月5日         |
| 43   |          | 最佳陣容                | 小山真   | 青山弘            | 小森悠          | 槙田路子 本田辰雄 大村將司 Mubon Hyeong Jun Jeon Hyun Jin MICO Animation 壽門堂                          | 本多美乃 松本麻友子 井出直美 石川雅一 | 8月12日        |
| 44   |          | 導火線                  | 德永卓司 | 森健              | 韓永勳 城戶誠   | Park Changhwan Ahn Seok Kim Myeongsim Song Jinyoung                                                      | 本多美乃 松本麻友子 井出直美 石川雅一 | 8月19日        |
| 45   |          | BREAK                   | 山下憲一 | 松井仁之          | 木暮理          | Mubon Hyeong Jun Jeon Hyun Jin Lee yeong mi Lim soo gyeong MICO Animation 槙田路子 大村將司              | 本多美乃 松本麻友子 井出直美 石川雅一 | 8月26日        |
| 46   |          | 某個證明                | 久尾步   | 吉川浩司          | 江藤健一        | 槙田路子 大村將司 本田辰雄 Mubon Hyeong Jun Jeon Hyun Jin Lim soo gyeong Kim gwan sik Bak Yeon ju 壽門堂 | 本多美乃 松本麻友子 井出直美 石川雅一 | 9月2日         |
| 47   |          | 鴨子的天空              | 小山真   | 石平信司          | 草川啓造        | Park Changhwan Ahn Seok                                                                                  | 本多美乃 松本麻友子 井出直美 石川雅一 | 9月9日         |
| 48   |          | STRAIGHT STORY          | 德永卓司 | 中原禮            | 加門亮          | 本田辰雄 大村將司 Mubon Hyeong Jun Jeon Hyun Jin Lee yeong mi Lim soo gyeong MICO Animation              | 本多美乃 松本麻友子 井出直美 石川雅一 | 9月16日        |
| 49   |          | LAST PERIOD             | 雜破業   | 清水空翔          | 清水空翔        | － | 清水空翔                              | 9月23日        |
| 50   |          | Bridge                  | 雜破業   | 玉木慎吾          | 玉木慎吾        | 槙田路子 本田辰雄 大村將司 Mubon Hyeong Jun Jeon Hyun Jin Park Changhwan                                 | 本多美乃 松本麻友子 井出直美          | 9月30日        |

### 播放電視台
| 播放日期 | 播放時間 | 播放電視台   | 播放地區       | 備註 |
| --- | --- | ------------ | -------------- | --- |
| 2019年10月2日－2020年3月18日 2020年4月1日－9月30日                                                                                                | 星期三 18時25分－18時55分 星期三 17時55分－18時25分                                                                     | 東京電視台   | 關東廣域圈     | 製作局 |
| | | TV北海道     | 北海道         | |
| | | 愛知電視台   | 愛知縣         | |
| | | 大阪電視台   | 大阪府         | |
| | | 瀨戶內電視台 | 岡山縣、香川縣 | |
| | | TVQ九州放送  | 福岡縣         | |
| | 星期三 21時00分－21時30分                                                                                               | AT-X         | 日本全國       | CS放送 有重播 |
| | 星期三 24時30分－25時00分                                                                                               | BS東視       | 日本全國       | BS／BS4K放送 |
| 2019年10月13日－2020年10月4日 | 星期日 11時30分－12時00分                                                                                               | i-Fun動漫台  | 臺灣           | 中華電信MOD內頻道 有重播時段                                                                                      |
| 2021年1月12日－1月30日（第1－18集） 2021年1月31日－2月7日（第19－30集） 2021年2月20日－2月21日（第31－34集） 2021年2月27日－3月21日（第35－50集） | 星期六、日 11時00分－12時00分 星期六、日 10時00分－12時00分 星期六、日 10時00分－11時00分 星期六、日 19時00分－20時00分 | 東森電影台   | 臺灣           | 有線電視 連播二集（1月31日－2月7日期間連播四集） 晚上有重播時段，2月27日起取消重播時段 首播時段從早上移至晚上播出 |

| 發佈開始日期                   | 發佈時間                                                       | 發佈網站             |
| ------------------------------ | -------------------------------------------------------------- | -------------------- |
| 2019年10月2日                  | 星期三 19時30分 更新                                           | animeteleto 萬代頻道 |
|                                |                                                                | 2019年10月4日        |
| 星期五 24時00分 更新           | Video Pass （ 日语 ： ビデオパス） J:COM On-Demand （ 日语 ： ジュピターエンタテインメント） milplus |                      |
|                                | 2019年10月9日                                                  | 星期三 18時00分 更新 |
| Netflix dTV （ 日语 ： dTV (NTTドコモ)） Hulu |                                                                |                      |
| 2019年10月10日                 | 星期四 18時30分 更新                                           | d動畫商城 Paravi     |
|                                |                                                                |                      |

### BD／DVD
| 卷數 | 發售日期       | 收錄話數       | 規格編號  |
| BD   | BD             | BD             | BD        |
| ---- | -------------- | -------------- | --------- |
| 1    | 2020年2月26日  | 第1話～第13話  | DMPXA-082 |
| 2    | 2020年5月27日  | 第14話～第24話 | DMPXA-083 |
| 3    | 2020年8月26日  | 第25話～第36話 | DMPXA-084 |
| 4    | 2020年11月25日 | 第37話～第50話 | DMPXA-085 |
| DVD  |                |                |           |
| 1    | 2020年1月29日  | 第1話～第2話   | DMPBA-082 |
| 2    | 2020年2月26日  | 第3話～第5話   | DMPBA-083 |
| 3    | 2020年2月26日  | 第6話～第8話   | DMPBA-084 |
| 4    | 2020年4月29日  | 第9話～第11話  | DMPBA-085 |
| 5    | 2020年4月29日  | 第12話～第14話 | DMPBA-086 |
| 6    | 2020年5月27日  | 第15話～第17話 | DMPBA-087 |
| 7    | 2020年5月27日  | 第18話～第20話 | DMPBA-088 |
| 8    | 2020年7月29日  | 第21話～第23話 | DMPBA-089 |
| 9    | 2020年7月29日  | 第24話～第26話 | DMPBA-090 |
| 10   | 2020年8月26日  | 第27話～第29話 | DMPBA-091 |
| 11   | 2020年8月26日  | 第30話～第32話 | DMPBA-092 |
| 12   | 2020年9月30日  | 第33話～第35話 | DMPBA-093 |
| 13   | 2020年9月30日  | 第36話～第38話 | DMPBA-094 |
| 14   | 2020年10月28日 | 第39話～第41話 | DMPBA-095 |
| 15   | 2020年10月28日 | 第42話～第44話 | DMPBA-096 |
| 16   | 2020年12月23日 | 第45話～第47話 | DMPBA-097 |
| 17   | 2020年12月23日 | 第48話～第50話 | DMPBA-098 |

### 腳註
1. ↑  原本的設定應該是市立高中。在漫畫的第1話裡就出現過字樣。但是在單行本第27卷描寫與北住吉高中的比賽時，就在比賽快要結束的時候，有一個對準觀眾席的畫面，這裡出現的橫幅上寫著。對於這個前後矛盾的設定，作品中並沒有任何解釋，而作者也僅僅是簡單回應“中途變成了縣立高中”。

### 出典
1. ↑  . 萬代頻道.   [2020-07-15]. （原始内容存档于2020-09-26） （日语）.
2. ↑  間諜家家酒中文配音員介紹. Muse木棉花於Facebook. 2024-02-02 [2024-02-04] （繁體中文）.
3. ↑  . 講談社Comics.   [2017-09-07]. （原始内容存档于2017-09-07） （日语）.
4. ↑  . 講談社Comics.   [2017-09-07]. （原始内容存档于2017-09-07） （日语）.
5. ↑  . 講談社Comics.   [2017-09-07]. （原始内容存档于2017-09-07） （日语）.
6. ↑  . 講談社Comics.   [2017-09-07]. （原始内容存档于2017-09-07） （日语）.
7. ↑  . 講談社Comics.   [2017-09-07]. （原始内容存档于2017-09-07） （日语）.
8. ↑  . 講談社Comics.   [2017-09-07]. （原始内容存档于2017-09-07） （日语）.
9. ↑  . 講談社Comics.   [2017-09-07]. （原始内容存档于2017-09-07） （日语）.
10. ↑  . 講談社Comics.   [2017-09-07]. （原始内容存档于2017-09-07） （日语）.
11. ↑  . 講談社Comics.   [2017-09-07]. （原始内容存档于2017-09-07） （日语）.
12. ↑  . 講談社Comics.   [2017-09-07]. （原始内容存档于2017-09-07） （日语）.
13. ↑  . 講談社Comics.   [2017-09-07]. （原始内容存档于2017-09-07） （日语）.
14. ↑  . 講談社Comics.   [2017-09-07]. （原始内容存档于2017-09-07） （日语）.
15. ↑  . 講談社Comics.   [2017-09-07]. （原始内容存档于2017-09-07） （日语）.
16. ↑  . 講談社Comics.   [2017-09-07]. （原始内容存档于2017-09-07） （日语）.
17. ↑  . 講談社Comics.   [2017-09-07]. （原始内容存档于2017-09-07） （日语）.
18. ↑  . 講談社Comics.   [2017-09-07]. （原始内容存档于2017-09-07） （日语）.
19. ↑  . 講談社Comics.   [2017-09-07]. （原始内容存档于2017-09-07） （日语）.
20. ↑  . 講談社Comics.   [2017-09-07]. （原始内容存档于2017-09-07） （日语）.
21. ↑  . 講談社Comics.   [2017-09-07]. （原始内容存档于2017-09-07） （日语）.
22. ↑  . 講談社Comics.   [2017-09-07]. （原始内容存档于2017-09-07） （日语）.
23. ↑  . 講談社Comics.   [2017-09-07]. （原始内容存档于2017-09-07） （日语）.
24. ↑  . 講談社Comics.   [2017-09-07]. （原始内容存档于2017-09-07） （日语）.
25. ↑  . 講談社Comics.   [2017-09-07]. （原始内容存档于2017-09-07） （日语）.
26. ↑  . 講談社Comics.   [2017-09-07]. （原始内容存档于2017-09-07） （日语）.
27. ↑  . 講談社Comics.   [2017-09-07]. （原始内容存档于2017-09-07） （日语）.
28. ↑  . 講談社Comics.   [2017-09-07]. （原始内容存档于2017-09-07） （日语）.
29. ↑  . 講談社Comics.   [2017-09-07]. （原始内容存档于2017-09-07） （日语）.
30. ↑  . 講談社Comics.   [2017-09-07]. （原始内容存档于2017-09-07） （日语）.
31. ↑  . 講談社Comics.   [2017-09-07]. （原始内容存档于2017-09-07） （日语）.
32. ↑  . 講談社Comics.   [2017-09-07]. （原始内容存档于2017-09-07） （日语）.
33. ↑  . 講談社Comics.   [2017-09-07]. （原始内容存档于2017-09-07） （日语）.
34. ↑  . 講談社Comics.   [2017-09-07]. （原始内容存档于2017-09-07） （日语）.
35. ↑  . 講談社Comics.   [2017-09-07]. （原始内容存档于2017-09-07） （日语）.
36. ↑  . 講談社Comics.   [2017-09-07]. （原始内容存档于2017-09-07） （日语）.
37. ↑  . 講談社Comics.   [2017-09-07]. （原始内容存档于2017-09-07） （日语）.
38. ↑  . 講談社Comics.   [2017-09-07]. （原始内容存档于2017-09-07） （日语）.
39. ↑  . 講談社Comics.   [2017-09-07]. （原始内容存档于2017-09-07） （日语）.
40. ↑  . 講談社Comics.   [2017-09-07]. （原始内容存档于2017-09-07） （日语）.
41. ↑  . 講談社Comics.   [2017-09-07]. （原始内容存档于2017-09-07） （日语）.
42. ↑  . 講談社Comics.   [2017-09-07]. （原始内容存档于2017-09-07） （日语）.
43. ↑  . 講談社Comics.   [2017-09-07]. （原始内容存档于2017-09-07） （日语）.
44. ↑  . 講談社Comics.   [2017-09-07]. （原始内容存档于2017-09-07） （日语）.
45. ↑  . 講談社Comics.   [2017-09-07]. （原始内容存档于2017-09-07） （日语）.
46. ↑  . 講談社Comics.   [2017-09-07]. （原始内容存档于2017-09-07） （日语）.
47. ↑  . 講談社Comics.   [2017-09-07]. （原始内容存档于2017-09-07） （日语）.
48. ↑  . 講談社Comics.   [2017-09-07]. （原始内容存档于2017-09-07） （日语）.
49. ↑  . 講談社Comics.   [2017-09-07]. （原始内容存档于2017-09-07） （日语）.
50. ↑  . 講談社Comics.   [2017-09-07]. （原始内容存档于2017-09-15） （日语）.
51. ↑  . 講談社Comics.   [2018-05-30]. （原始内容存档于2018-03-15） （日语）.
52. ↑  . 講談社Comics.   [2018-11-18]. （原始内容存档于2021-01-24） （日语）.
53. ↑  . 講談社Comics.   [2017-09-07]. （原始内容存档于2017-09-07） （日语）.
54. ↑  . Comic Natalie (株式會社Natasha). 2018-02-28  [2018-02-28]. （原始内容存档于2020-10-28） （日语）.
55. 1 2 3  . 電視動畫「籃球少年王」官方網站.   [2019-08-28]. （原始内容存档于2021-01-13） （日语）.
56. ↑  2019年10月2日 20:09 (JST) （页面存档备份，存于）. 電視動畫「籃球少年王」官方Twitter. 2019-10-02. [2019-10-02] （日語）.
57. ↑  來自單行本《籃球少年王》第39冊的書衣摺頁。
58. 1 2 3 4 5 6  . 電視動畫「籃球少年王」官方網站.   [2019-05-08]. （原始内容存档于2021-04-30） （日语）.
59. ↑  . animate Times. 2020-02-26  [2020-03-08]. （原始内容存档于2020-03-10） （日语）.
60. ↑  . animate Times. 2020-03-08  [2020-03-08]. （原始内容存档于2020-03-23） （日语）.
61. ↑  . BARKS. 2020-05-27  [2020-03-08]. （原始内容存档于2020-07-20） （日语）.
62. ↑  . 音樂Natalie. 2019-09-03  [2019-09-03]. （原始内容存档于2019-12-03） （日语）.
63. ↑  木棉花國際代理的中文譯名。

## 相關項目
- 全国高等学校篮球选拔优胜大会

## 外部連結
- 籃球少年王｜講談社 MAGAMEGA （页面存档备份，存于）官方網站 （日語）
- 電視動畫「籃球少年王」官方網站 （页面存档备份，存于） （日語）
- 電視動畫「籃球少年王」官方的X（前Twitter） （日語）